# 1850 az irodalomban
Az 1850. év az irodalomban.

## Események

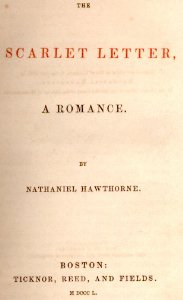
A skarlát betű

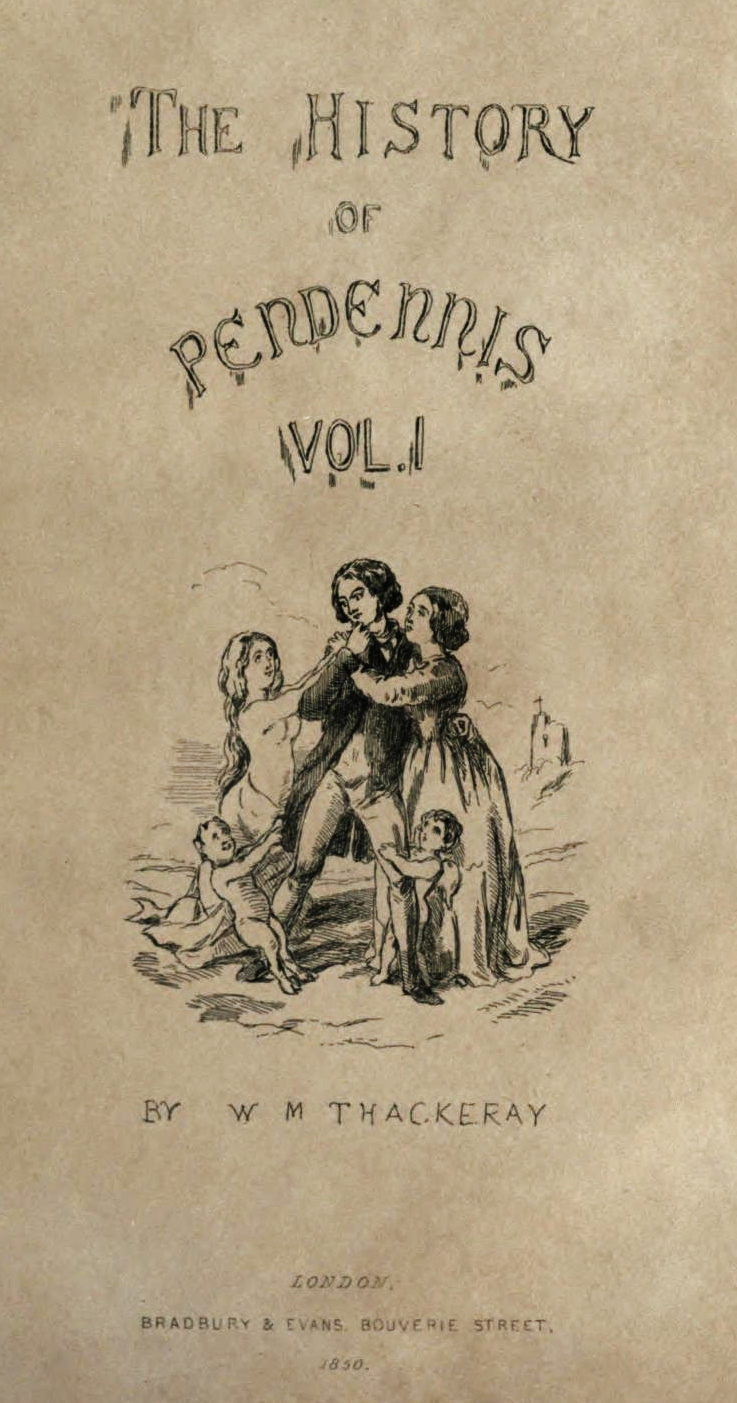
Pendennis

- Magyarországon a szabadságharc bukása után az írók, költők java alkotói és lelki válságba kerül, sokan bujdosni kényszerülnek. Czuczor Gergely a Riadó című harcra buzdító verséért (megjelent 1848. december 21-én) börtönbüntetést szenved, 1850. márciustól 1851 májusig Kufsteinben raboskodik. A königgrätzi várba zárt Sárosi Gyulán szabadulása (1855) után alkoholizmus és idegbaj lesz úrrá. Bajza József elborult elmével, szegényen hal meg (1858).
- Angliában a preraffaeliták költői programjukat, első verseiket publikálják a The Germ című folyóiratban[1]
- Oroszországban a szervezkedésért elítélt Fjodor Dosztojevszkij januártól kezdve négy évet tölt kényszermunkán a szibériai Omszk erődjében, majd 1854-től öt évig katona egy dél-szibériai városban.[2]

## Megjelent új művek
- Charles Dickens: Copperfield Dávid (David Copperfield) (folytatásokban: 1849–1850; kötetben: 1850)
- Nathaniel Hawthorne amerikai író történelmi regénye: A skarlát betű (The Scarlet Letter, Boston)
- Londonban jelenik meg Herman Melville amerikai író regénye: White-Jacket; or, The World in a Man-of-War (Fehér zubbony)
- William Makepeace Thackeray nagy regénye: Pendennis (folytatásokban: 1848–1850; könyv formában: 1849–1850, két kötet)[3]
- Id. Alexandre Dumas regénye: Fekete tulipán (La Tulipe noire)
- Ivan Turgenyev elbeszélése: Egy felesleges ember naplója (Дневник лишнего человека)[4]

### Költészet

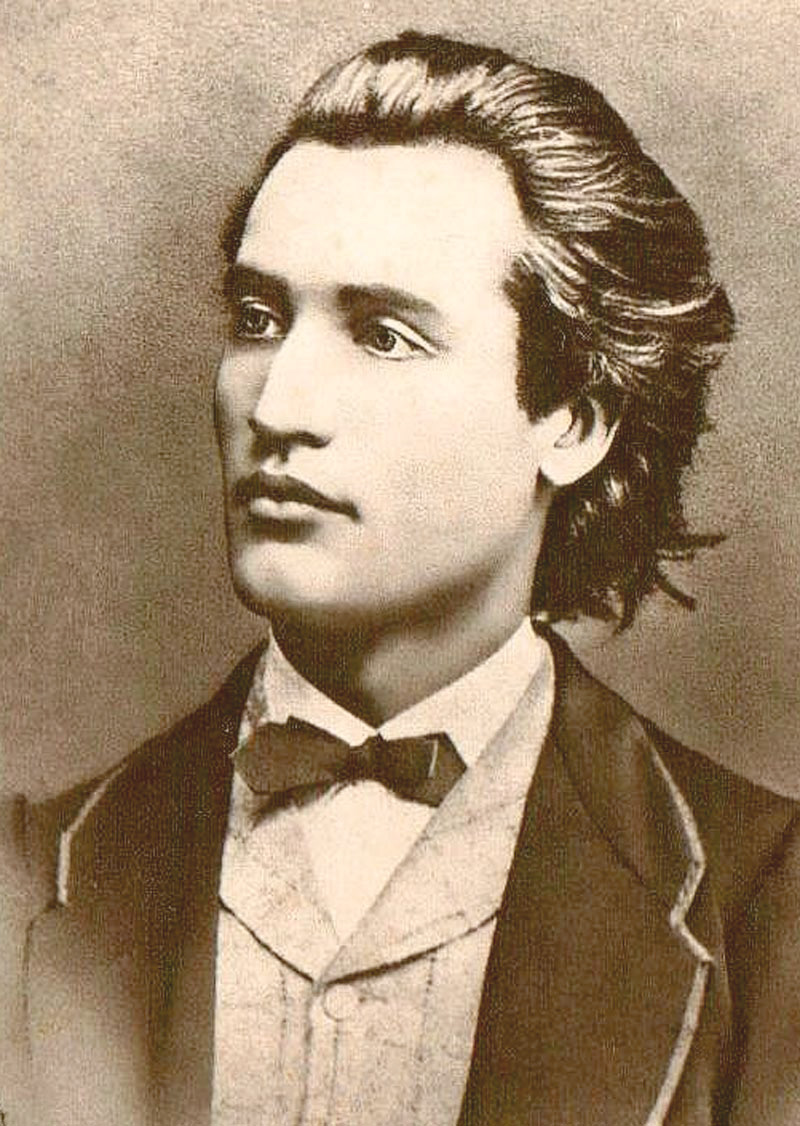
Mihai Eminescu

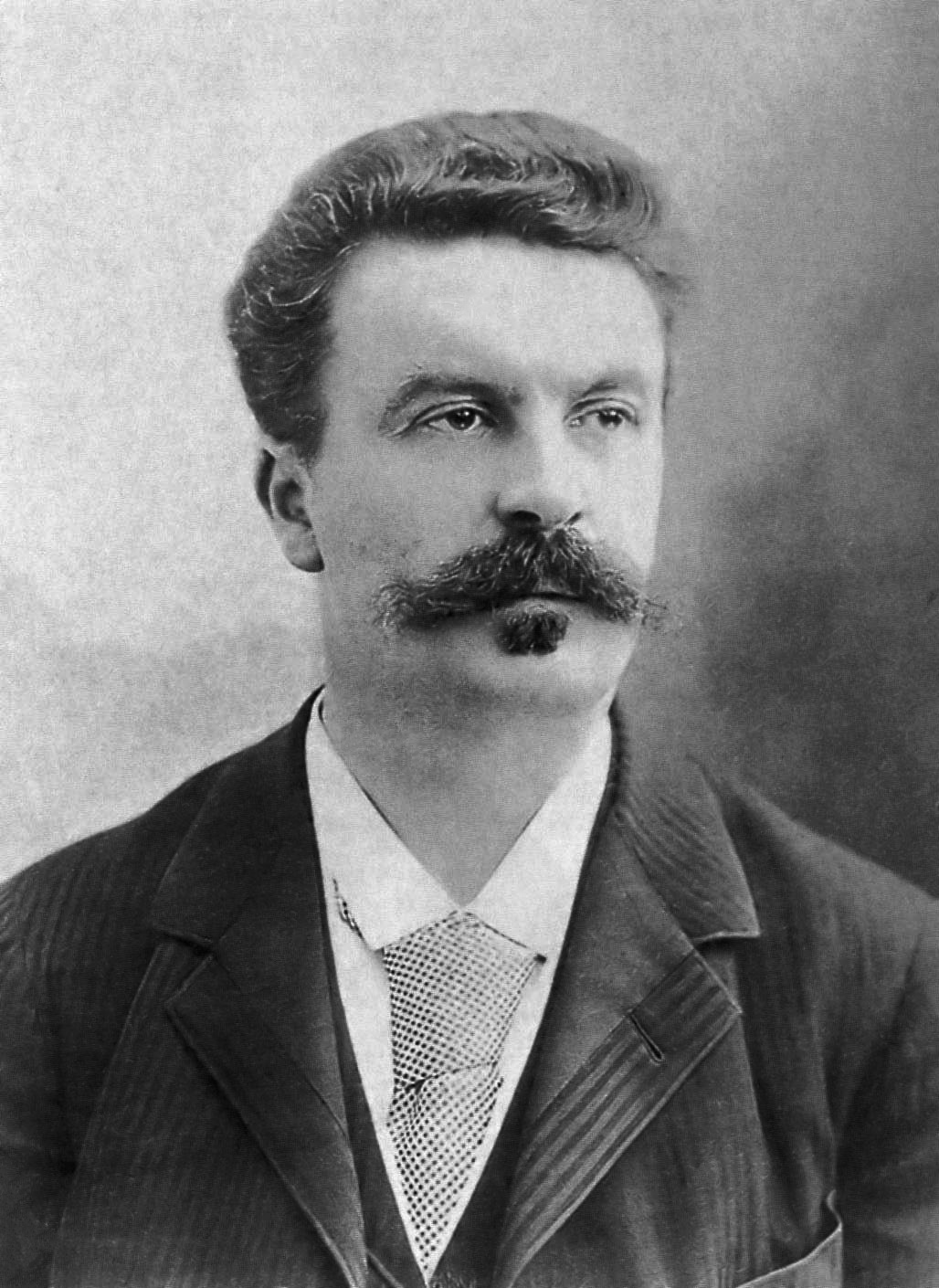
Guy de Maupassant

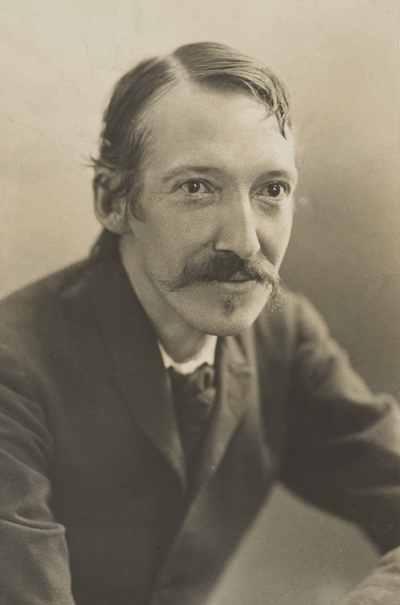
Robert Louis Stevenson

- Elizabeth Barrett Browning szerelmi versciklusa: Portugál szonettek (Sonnets from the Portuguese)
- William Wordsworth terjedelmes önéletrajzi költeménye: Prelude

### Dráma
- Friedrich Hebbel: Herodes und Mariamne[5]

### Magyar nyelven
- Arany János verses munkája, a Bolond Istók első éneke; a második ének csak 1873-ban készül el és jelenik meg
  - lemondó hangulatú lírai versei: Letészem a lantot, Írószobám, Ősszel
- Jókai Mór: Forradalmi és csataképek 1848 és 1849-ből (novellák, két kötet; Sajó álnév alatt jelenik meg)
- Kemény Zsigmond röpirata: Forradalom után, melyben állást foglal a szabadságharccal szemben és elítéli Kossuth Lajos politikáját[6]

## Születések
- január 15. – Mihai Eminescu román költő, író, színműíró; életműve döntő hatással volt a modern román nyelv kialakulására († 1889)
- április 13. – Alexander Bernát filozófus, esztéta, színikritikus és szakfordító († 1927)
- június 27. – Lafcadio Hearn ír (?), majd japán nemzetiségű író, műfordító, a japán kultúra és irodalom szakértője († 1904)
- július 9. – Ivan Vazov bolgár költő, író († 1921)
- augusztus 5. – Guy de Maupassant francia író, a modern novella egyik "atyja" († 1893)
- november 13. – Robert Louis Stevenson skót regényíró († 1894)
- április 9. – Pósa Lajos, a magyar gyermekirodalom klasszikusa, dalszerző († 1914)

## Halálozások
- április 23. – William Wordsworth angol romantikus költő (* 1770)
- május 9. – Garlieb Helwig Merkel német nyelven író, balti német családból származó író, újságíró; őt tekintik a lett és részben az észt irodalom megteremtőjének (* 1769)
- augusztus 18. – Honoré de Balzac francia regényíró, a francia realista regény megteremtőinek egyike, a világirodalom klasszikusa (* 1799)
- augusztus 22. – Nikolaus Lenau osztrák költő (* 1802)
- november 14. – Adam Oehlenschläger dán romantikus költő, drámaíró, a dán himnusz szövegének szerzője (* 1779)